# Brandywine Creek (Christina River)
Der Brandywine Creek (auch Brandywine River genannt) ist ein rund 32 Kilometer langer linker Nebenfluss des Christina Rivers im südöstlichen Pennsylvania und nördlichen Delaware in den Vereinigten Staaten. Er mündet bei Wilmington in den Christina River, der wiederum wenig später in den Delaware River mündet.

## Verlauf
Der Fluss entsteht als East Branch und West Branch Brandywine Creek im Westen des Chester County. Beide Arme vereinigen sich etwa 16 Kilometer südlich von Coatesville in Pennsylvania zwischen East Bradford und Pocopson. Der Fluss fließt weiter südostwärts durch das Chester County, passiert Chadds Ford im Delaware County und gelangt dann etwa acht Kilometer nördlich von Wilmington auf das Staatsgebiet von Delaware. Dort strömt er durch den Brandywine Creek State Park nach Wilmington hinein und mündet östlich des Zentrums in den Christina River, etwa drei Kilometer oberhalb dessen Mündung ins Ästuar des Delaware Rivers. Der Unterlauf des Flusses ist mit einigen kleineren Zuflüssen als Pennsylvania Scenic River eingestuft.

## Geschichte
Am Zusammenfluss von Brandywine Creek und Christina River wurde 1638 das Fort Christina, die erste Siedlung der Kolonie Neuschweden, gegründet. Von den Lenni Lenape (Delawaren) wurde der Wasserlauf Wauwaset und von den frühen niederländischen und schwedischen Siedlern Fiskiekylen („Fischbach“) genannt. Der jetzige Name geht vermutlich auf einen englischen Siedler namens Andrew Braindwine zurück.
Der Flussübergang bei Chadds Ford an der Straße von Baltimore nach Philadelphia war am 11. September 1777 Schauplatz der Schlacht von Brandywine im Amerikanischen Unabhängigkeitskrieg, nach der die Briten den damaligen Sitz des Kontinentalkongresses Philadelphia einnahmen. An dieser Stelle befindet sich heute der rund 20 Hektar große Brandywine Battlefield Park.
Vom Fluss hat auch eine Künstlerkolonie ihren Namen, die als Brandywine School bezeichnet wird und von Howard Pyle begründet wurde. Ihr gehörten auch N. C. Wyeth, Andrew Wyeth und Jamie Wyeth an. In Chadds Ford befindet sich das Brandywine River Museum, wo sich zahlreiche Werke dieser Künstler befinden.

## Nutzung von Wasserkraft
Der Fluss kreuzt etwas oberhalb von Wilmington die Fall Line, die am Übergang des Piedmont-Plateaus in die Küstenebene liegt. An dem steilen Abfall mit einem Höhenunterschied von rund 100 Metern wurden zahlreiche Mühlen und Wasserkraftwerke gebaut. Unter anderem befanden sich hier die ersten Schwarzpulvermühlen (Eleutherian Mills) von DuPont und die erste Papiermühle der Vereinigten Staaten – an deren Stelle später mit den heute geschlossenen Bancroft Mills eine der damals größten Textilmühlen der Welt entstand – sowie Getreide- und Textilmühlen. Einer der Mühlbäche ist im Brandywine Park im Zentrum von Wilmington erhalten. Dieser Park wurde in den 1890er Jahren von Frederick Law Olmsted gestaltet.

## Brandywine Village
Der aus Schweden stammende Siedler Tyman Stidham nahm 1687 die erste Mühle am Brandywine Creek in Betrieb. Um 1735 wurde am Wilmington gegenüberliegenden Ufer die Ortschaft Brandywine Village gegründet. Um 1743 besaß Oliver Canby drei Mühlen in dem Ort. Zu diesem Zeitpunkt bestanden bereits ein Wehr und ein Mühlbach südlich des Brandywine Creeks.
1760 wurde eine Brücke gebaut und Joseph Tatnall baute zwei weitere Getreidemühlen. Die Müller kooperierten bei der Vermarktung und der Qualität ihrer Erzeugnisse. Das Mehl Brandywine Superfine wurde vor dem Unabhängigkeitskrieg von der Delaware Bay in andere Gebiete an der amerikanischen Atlantikküste und auf die Westindischen Inseln verschifft.
Vor der Schlacht von Brandywine nahm General Anthony Wayne sein Hauptquartier in Brandywine Village und die Kontinentalarmee lagerte in der Nähe.